# Мацеевский, Богуслав
Богуслав Мацеевский (пол. Bogusław Maksymilian Maciejewski; 23 мая 1920, Быдгощ — 22 июня 2006) — английский музыковед польского происхождения.

## Биография
Учился в гимназии имени Николая Коперника (Быдгощ). Учился игре на фортепиано в оккупированной нацистами Варшаве. Участвовал в Варшавском восстании, провёл семь месяцев в концлагере Зандбостель.
С 1945 жил в Великобритании, в 1947—1950 изучал химию в Ноттингеме. Затем решил посвятить себя музыке и на протяжении ряда лет учился в лондонском Тринити-колледже у Ричарда Арнелла (композиция), Генри Джила (фортепиано) и Дениса Дарлоу (дирижирование).

## Избранные труды
Мацеевскому принадлежит серия книг, принципиальных для популяризации польской музыки в Великобритании. В их числе:
- первая англоязычная биография Кароля Шимановского (1967),
- обзорный труд «Двенадцать польских композиторов» (англ. Twelve Polish Composers. — 1976), рассматривавший, в частности, творчество Витольда Лютославского, Анджея Пануфника и Кшиштофа Пендерецкого и характеризовавший в целом послевоенную польскую композиторскую школу,
- биография Станислава Монюшко,
- первая в мире книга о жизни и творчестве Хенрика Гурецкого — «Гурецкий: его музыка и наше время» (англ. H. M. Gorecki: His Music and Our Times. — 1994).

В конце жизни Мацеевский опубликовал автобиографию «Польская симфония» (англ. A Polish Symphony. — 2004), подписав её своим домашним именем Боб Мак (англ. Bob Mac).